# Max Ihm
Maximilian Ihm (* 25. Dezember 1863 in Krotoschin; † 24. April 1909 in Halle an der Saale) war ein deutscher klassischer Philologe.

## Leben
Max Ihm studierte ab 1883 klassische Philologie in Halle und Bonn bei Franz Bücheler, wo er 1889 promoviert wurde. Anschließend unternahm er Reisen nach Italien und Griechenland und habilitierte sich 1891 in Halle. Von 1900 bis 1902 war er dort Assistent, anschließend bis 1906 zweiter Leiter des Thesaurus Linguae Latinae in München. 1906 erhielt er eine außerordentliche Professur in Halle.
Ihm forschte zum gesamten Bereich der lateinischen Philologie, mit einem gewissen Schwerpunkt auf spätantike Autoren. Der Patristik war bereits seine Dissertation zu Ambrosius von Mailand gewidmet, ferner eine Ausgabe der Epigramme des Damasus. Weitere Texte, die er herausgab, waren die Ars veterinaria des Pelagonius und die Kaiserbiographien Suetons. Ihm war als Mitarbeiter des Corpus Inscriptionum Latinarum auch auf dem Gebiet der Epigraphik tätig. Für Paulys Realencyclopädie der classischen Altertumswissenschaft (RE) steuerte er insgesamt fast 1500 Artikel insbesondere zu keltischen und germanischen Altertümern bei, mit denen er sich ebenfalls befasste.

## Schriften
- Studia Ambrosiana. Leipzig 1889 (Dissertation, Universität Bonn)
- Pelagonii artis veterinariae quae extant. Teubner, Leipzig 1892.
- Damasi epigrammata. Teubner, Leipzig 1895 (Digitalisat).
- Römische Culturbilder. Naumann, Leipzig 1898.
- C. Suetoni Tranquilli opera. Vol. 1. De vita Caesarum libri VIII. Teubner, Leipzig 1907. Editio minor 1908. Digitalisat
- Palaeographia Latina. Teubner, Leipzig 1909.